# مشروع الموسيقى الفيدرالي

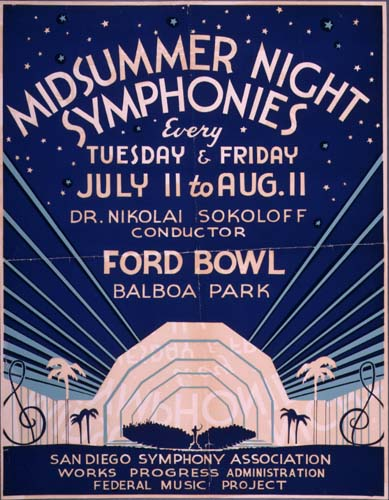
"سيمفونيات ليلة منتصف صيف" ، مشروع الموسيقى الفيدرالي بجنوب كاليفورنيا ، إدارة تقدم الأعمال ، كاليفورنيا. 1937

مشروع الموسيقى الفيدرالي (م.م.ف | FMP) هو جزء من برنامج الصفقة الجديدة للحكومة الفيدرالية، المشروع الفيدرالي الأول والذي قام بتوظيف الموسيقيين وقائدي الأوركسترا والملحنين خلال فترة الكساد الكبير. بالإضافة إلى إقامة الآلاف من الحفلات الموسيقية، وتقديم دروس الموسيقى، وتنظيم منتدى الملحنين، واستضافة المهرجانات الموسيقية وإنشاء 34 فرقة أوركسترا جديدة، قام موظفو المشروع بإجراء بحث عن الموسيقى التقليدية والأغاني الشعبية الأمريكية، وهذا ما يطلق عليه الآن علم موسيقى الشعوب.وفي فترة لاحقة أجرى مشروع الموسيقى الفيدرالي دراسات بارزة عن موسيقى رعاة البقر، وموسيقى الكريول ، وما كان يسمى آنذاك موسيقى الزنوج. زار الكثير من الناس هذه السمفونيات لنسيان الصعوبات الاقتصادية خلال فترة الكساد الكبير. في عام 1939 انتقل برنامج مشروع الموسيقى الفيدرالي إلى برنامج الموسيقى التابع لإدارة تقدم الأعمال ، والذي تم إلغاؤه مع العديد من المشاريع الأخرى لهذا البرنامج خلال الحرب العالمية الثانية.

## الخلفية
وفي قبضة الكساد الكبير، اقترح الرئيس فرانكلين روزفلت زيادة المشاريع العامة بشكل كبير بهدف زيادة التوظيف. عُرفت هذه الاستراتيجية الشاملة باسم الصفقة الجديدة. لقد أدرك روزفلت أهمية الفنون في الثقافة الأمريكية، مشيرًا إلى أن «الحلم الأمريكي... كان الوعد ليس فقط بالعدالة الاقتصادية والاجتماعية، ولكن أيضًا بالغنى الثقافي». وفي يوليو 1935 تم إنشاء برنامج الصفقة الجديدة والذي يُعرف باسم «الأول الفيدرالي». وشمل ذلك خمسة مشاريع فنية، بما في ذلك مشروع الموسيقى الفيدرالي. وكان هذا المشروع يتم فيه استخدام الأموال الفيدرالية في الثقافة.
ضاعف الكساد الكبير من التراجع في ثروات الموسيقيين الأمريكيين. وفي الوقت نفسه تأثر الموسيقيون أيضاً بالتقدم التكنولوجي. وبدأ استبدال الموسيقيين الأحياء بالتسجيلات الصوتية في المناسبات والأحداث.

## القيادة
كان الدكتور نيكولاي سوكولوف قائد أوركسترا كليفلاند الأصلية من 1919-1933 قبل أن يصبح مدير مشروع الموسيقى الفيدرالي. عين سوكولوف طاقم عمل من خمسة مديرين إقليميين وثلاثة وعشرين مدير ولاية وخمسة موظفين إداريين. في عام 1936 بدأت إدارة تقدم الأعمال أيضًا في الإضافة إلى مشروع الموسيقى الفيدرالي. لم تركز إدارة تقدم الأعمال على الموسيقى الأصلية. في العام التالي ترفع تشارلز سيجر إلى مساعد مدير المشروع. بعد أن تقلد تشارلز هذا المنصب، أصبحت العديد من أنواع الموسيقى متاحة. كان طموح سيغر أن يهتم الجميع بالموسيقى وأن يصبحوا جزءًا منها.

## الأهداف
وكان الهدف الرئيسي لمشروع الموسيقى الفيدرالي توظيف الموسيقيين المحترفين من جميع أنحاء البلاد ليكونوا عازفين، ومغنيين، وجهات فاعلة في الاحتفالات. نتيجة للعدد المتزايد من مجموعات الأداء، كانت هناك أيضًا حاجة لناسخي وموثقي الموسيقى. تم توظيف الرجال والنساء لنسخ الموسيقى الموجودة يدويًا ثم ربطها وتوزيع الترتيبات الموسيقية على الفرق الموسيقية في جميع أنحاء البلاد. يهدف المشروع أيضًا إلى إلهام التقدير الموسيقي من خلال تمكين الوصول إلى العروض الحية وتقديم تعليم الموسيقى في الصفوف المدرسية. وسعى أخيراً مشروع الموسيقى الفيدرالي لتوثيق النشاط الموسيقي في الولايات المتحدة.
كان يُعتقد بأن هذا المشروع كان تلك الخطة الرائعة والمثالية، إلا أنه كان لا يزال هناك العديد من الجوانب الصعبة التي حدثت خلال الفترة التي كان فيها. كانت إحدى أكثر العقبات السائدة التي كان يتعين على مشروع الموسيقى الفيدرالي أن يمر بها هي أنواع الثقافة التي تدخل في المشروع. كان سوكولوف يميل للموسيقى الكلاسيكية الأوروبية، لذلك جعلها محور مشروع الموسيقى الفيدرالي. كانت هناك أولوية أقل بكثير للموسيقى الأمريكية أو الشعبية. كانت هذه الأذواق الأوروبية المتمركزة مناقضة لأيديولوجية «الإنسان العادي» للصفقة الجديدة. وعلى الرغم من هذا التركيز الوطني على الموسيقى الكلاسيكية، كشفت التطبيقات الإقليمية والمحلية لمشروع الموسيقى الفيدرالي عن الأنواع الموسيقية المتنوعة في أمريكا في أوائل القرن العشرين. لفتت العروض الحية لموسيقى الأمريكيين من أصل أفريقي والموسيقى الإسبانية الانتباه، كما فعلت الجهود المبذولة في عدة ولايات لتوثيق التراث الموسيقي للأقليات العرقية والدينية وأغاني العمل والموسيقى الشعبية الأخرى.

## التنفيذ على مستوى الدولة
كان برنامج الموسيقى الفيدرالي ناجحًا بشكل خاص في ولاية نيو مكسيكو. شغلت هيلين تشاندلر رايان منصب مديرة مشروع الموسيقى الفيدرالي من يناير \ كانون الثاني 1936 حتى نهاية المشروع عام 1943. قامت هيلين بموائمة البرنامج الوطني والاهتمامات الموسيقية الخاصة بولايتها ذات الكثافة السكانية المنخفضة. وقررت تخصيص جزء كبير من البرنامج للتدريس الفردي في المجتمعات الريفية. كان التركيز من جهة أخرى على دراسة النمط الموسيقي المحلي المتنوع الذي تم ابتكاره من خلال مزج الموسيقى الأوروبية والأمريكية الأصلية والإسبانية الأمريكية. تلقى تنفيذ برنامج الموسيقى الفيدرالي في ولاية نيو مكسيكو الثناء لتنوعه.

## نجاحات المشروع
خلق مشروع الموسيقى الفيدرالي فرصاً للبالغين المحرومين لتلقي الدروس، وأنشأ المشروع برنامجًا موسيقيًا آخر خاصاً بالأطفال. كان إنتاج الموسيقى أكثر شيوعًا، ونشأ كذلك تقدير الموسيقى. أصبح الموسيقيون الهواة أفضل، وكان هناك المزيد من الموسيقيين المشاركين. شكل المشروع فرق أوركسترا جديدة ومغنيين وراقصين ومجموعات غنائية ومنتجي أغاني. قدم مشروع الموسيقى عملاً للمؤديين ومعلمي الموسيقى. كما قدم العديد من مقطوعات الأوركسترا الموسيقية الجديدة. استحوذ المشروع على الكثير في الثلاثينيات من القرن الماضي لدرجة أن معظم المدارس كان لديها برنامج موسيقي خاص بها. بالإضافة إلى ذلك فقد خلقت شيئًا يمكن للناس القيام به أثناء مواجهتهم الصعوبات. كانت هذه الحفلات الموسيقية منخفضة التكلفة للغاية وفي بعض الأحيان مجانية، مما سمح للعديد ممن لا يستطيعون تحمل مثل هذه الرفاهية بحضورها.

## الرفض والإنهاء
تم تخفيض ميزانية مشروع الموسيقى الفيدرالي في عام 1939. ولم يكن هذا الانخفاض الوحيد في تمويل برامج الصفقة الجديدة. فقد شهدت العديد من المشاريع الأخرى مثل مشروع الموسيقى الفيدرالي انخفاضًا في تمويلها. تدهور دعم الكونجرس في أواخر الثلاثينيات، وعكس مشروع قانون الميزانية الذي تم إقراره في يونيو 1939 انخفاض الدعم. وكان سوكولوف قد استقال قبلها بشهر وسط جدل حول تفضيله للموسيقى الكلاسيكية. تم تغيير اسم مشروع الموسيقى الفيدرالي أيضًا في عام 1939. كان اسمه الجديد هو برنامج إدارة تقدم الأعمال للموسيقى. رغم ذلك فهذا لم يدم طويلاً. تم إنهاء مشروع الموسيقى الفيدرالي / برنامج إدارة تقدم الأعمال للموسيقى بعدها بعام. انتهت مشاريع موسيقى الولاية مع انتهاء إدارة تقدم الأعمال في 30 يونيو 1943.

## روابط خارجية
- كريج هـ. رويل: مشروع الموسيقى الفيدرالي من نسخة الإنترنت لكتيب تكساس (29 يوليو 2014)
- موسوعة أوكلاهوما للتاريخ والثقافة: مشروع الموسيقى الفيدرالي على موقع واي باك مشين (نسخة محفوظة 29 يوليو 2014)
- سجلات منتدى الملحنين، 1935-2002 قسم الموسيقى، مكتبة نيويورك العامة للفنون المسرحية.
- عينات صوتية في أرشيف WNYC
- مخطوطات إدارة تقدم الأعمال الموسيقية في مكتبة جامعة واين ستيت هو مشروع رقمنة يحتوي على 174 صورة لنسخ موسيقى إدارة تقدم الأعمال من 1935-1943.